# كأس إيطاليا 2016–17
كأس إيطاليا 2016–17 (بالإيطالية: Coppa Italia 2016-2017)‏ هو الموسم 70 من  كأس إيطاليا. أقيم بتاريخ 29 يوليو 2016، وأشرف على تنظيمه رابطة الدوري الإيطالي للمحترفين، وكان عدد الأندية المشاركة فيه  78، وفاز فيه يوفنتوس.